# Кальдезія білозоролиста
Кальдезія білозоролиста, жаб'яник білозоролистий (Caldesia parnassifolia) — вид трав'янистих однодольних рослин родини частухові (Alismataceae). В Україні реліктовий термофільний вид з диз'юнктивним ареалом.

## Ареал виду та його поширення в Україні
До ареалу виду входить Середня і Південна Європа, південь і захід Східної Європи (ізольовані місця зростання), Росія, Південна і Південно-Східна Азія, Японія, Мадагаскар, Північна Америка.
В Україні в XIX — першій третині XX ст. вид був поширений на Поліссі: в заплавах Дніпра неподалік Києва, річки Сейму та в Лісостепу: по Дніпру біля міст Переяслав і Золотоноша, по Сіверському Дінцю біля міст Вовчанськ, Балаклія та в околицях міста Харків.

## Опис
Однорічна або багаторічна трав'яна рослина 20–50 (80) см заввишки. Кореневище тонке, вкорочене. Листки в прикореневій розетці, довгочерешкові, листкова пластинка від овальної до яйцеподібної з серцеподібною основою, з 5–15 дугоподібними жилками. Суцвіття — волоть із кільчасто (по 3) розміщеними гілками. Квіти білі дрібні. Плід збірний, із 6–10 кістянкоподібних сім'янок. Цвіте у червні — липні, плодоносить у липні–серпні. При високих літніх температурах розмножується насінням, в холодні роки — вегетативно завдяки туріонам.

## Екологія
Рослина живе на болотистих місцях по берегах озер і на верхових болотах, на вододілах і піщаних терасах річок. Є водна форма з плавучими пластинками листя і дрібніша наземна форма. Зрілі плоди утворюються рідко; розмножується, головним чином, вегетативно.

## Охоронний статус
У більшій частині ареалу (тропічний та субтропічний пояс) широко поширений. У європейській частині ареалу та в Росії зникає під впливом господарської діяльності людини, особливо в результаті осушення боліт і забруднення водойм. Місцями винищується водними гризунами (особливо ондатрою). Можливості розселення в інші водойми практично відсутні через дуже слабку фертильність.
Вид занесений до Червоної книги України , а також до Додатку І Бернської конвенції (охоронна категорія: вид підлягає особливій охороні) і Директиви Європейського Союзу 92/43/ЄС «Про збереження природних оселищ та видів природної фауни і флори» (Додаток II. Види рослин і тварин, що становлять особливий інтерес для Європейського Союзу, збереження яких потребує створення територій особливої охорони).
В Україні рослину охороняють у заказнику загальнодержавного значення «Кормин» та загальнозоологічному заказнику місцевого значення «Чортове болото» на Волині. Заборонено порушення гідрологічного режиму, (осушення територій, їх забруднення).